# Eduard von Bonin
Eduard Wilhelm Ludwig von Bonin, född 12 mars 1793 i Stolp i Hinterpommern, död 13 mars 1865 i Koblenz, var en preussisk general och krigsminister. Han var kusin till Gustav von Bonin.

## Biografi
Bonin blev officer vid infanteriet 1809 och deltog i fälttåget 1813–14. Han blev överste 1842 och deltog som brigadchef för en preussisk hjälpkår i slesvig-holsteinska kriget 1848 och blev efter vapenstilleståndet i Malmö samma år överbefälhavare för den slesvig-holsteinska armén, som han reorganiserade. År 1849 utnämndes han till preussisk generalmajor och vann i spetsen för slesvig-holsteinarna segern vid Kolding (i april), men blev (6 juli) slagen vid Fredericia. Efter andra vapenstilleståndet 1850 återinträdde han i preussisk tjänst och utnämndes till kommendant i Berlin. Åren 1852–54 var han krigsminister samt blev därefter befälhavare över 12:e infanterifördelningen och 1856 vice guvernör i Mainz. År 1858 blev han åter krigsminister. Han tog emellertid avsked 1859 till följd av meningsskiljaktigheter angående arméns organisation och var sedan till sin död befälhavare över 8:e armékåren (i Koblenz).